# Sven Thiersch
Sven Thiersch (* 1980) ist ein deutscher Bildungssoziologe und schulischer Sozialisationsforscher.

## Leben
Er erwarb das Diplom in Erziehungswissenschaft (2005) und die Promotion zum Dr. phil. (2013). Er war wissenschaftlicher Mitarbeiter im Arbeitsbereich Fallrekonstruktive Schul- und Unterrichtsforschung (Andreas Wernet) an der Universität Hannover (2010–2014) und am Zentrum für Schul- und Bildungsforschung der Martin-Luther-Universität Halle-Wittenberg (2005–2009). Er vertrat eine Professur für Bildungsforschung an der Universität Hannover (2015–2017) sowie eine Professur für Schulpädagogik mit dem Schwerpunkt Schul- und Unterrichtsentwicklung an der Universität Kassel (2014–2015). Von 2018 bis 2021 lehrte er als Universitätsprofessor für Bildungssoziologie und Sozialisationsforschung an der Ruhr-Universität Bochum. Seit Oktober 2021 hat er die Professur für Schulpädagogik mit dem Schwerpunkt schulische Sozialisation an der Universität Osnabrück.
Seine Arbeitsschwerpunkte waren seit Beginn seiner professionellen Tätigkeit Theorien familialer und schulischer Sozialisation, Bildungsverläufe und Übergänge im Bildungssystem, Mikroprozesse sozialer Bildungsungleichheit und -mobilität und Methodologien und Methoden qualitativ-rekonstruktiver Sozialforschung (Objektive Hermeneutik, Dokumentarische Methode und Qualitative Längsschnittforschung). In Osnabrück sind die Arbeitsschwerpunkte Schule und Unterricht in der Digitalität sowie Kasuistik in der Lehrer*innenbildung hinzugekommen.